# ووبین، استرالیای غربی
ووبین (به انگلیسی: Wubin) یک شهرک در استرالیا است که در استرالیای غربی واقع شده‌است.